# جاذبه‌های شهر بزرگ (فیلم ۱۹۱۶)
جاذبه‌های شهر بزرگ (انگلیسی: Bright Lights) یک فیلم کوتاه کمدی به کارگردانی و بازیگری راسکو آرباکل است که در سال ۱۹۱۶ منتشر شد.

## گزیدهٔ بازیگران
- راسکو آرباکل
- میبل نورماند
- ال سنت جان
- جو بوردو
- مینتا دارفی
- ویلیام جفرسون